# Maison de Nash
La Maison de Nash (en anglais Nash's House) ou Musée de Stratford est une maison à colombages du XVIe siècle de style Tudor, un jardin et un « musée de Stratford-upon-Avon » dans le Warwickshire en Angleterre, voisine de la maison de New Place, où Elizabeth Hall (petite fille du poète, dramaturge et écrivain William Shakespeare (1564-1616)) vécut.

## Historique
La maison de Nash est la maison de Thomas Nash et de son épouse Elizabeth Hall (petite fille de William Shakespeare). 

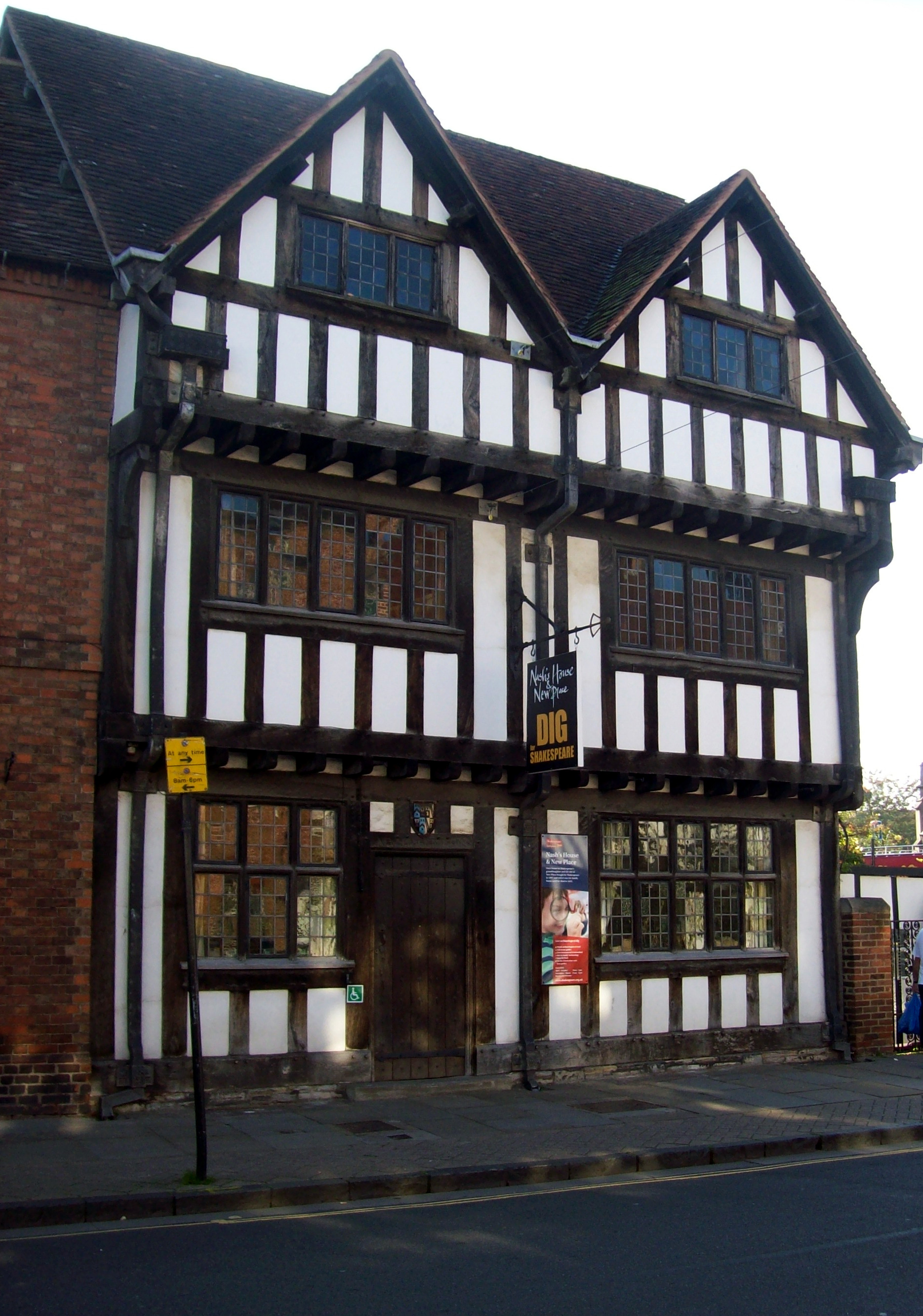
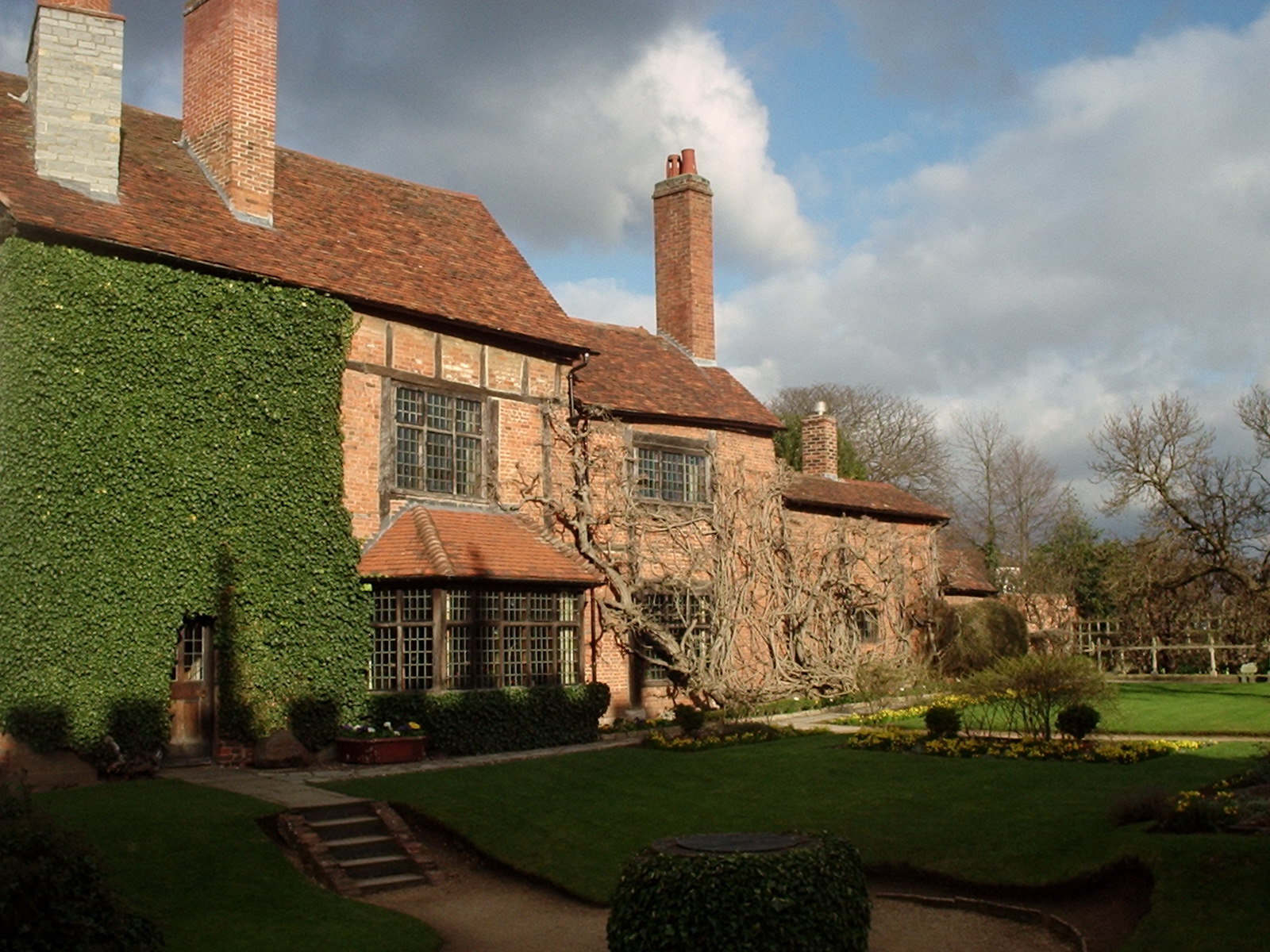
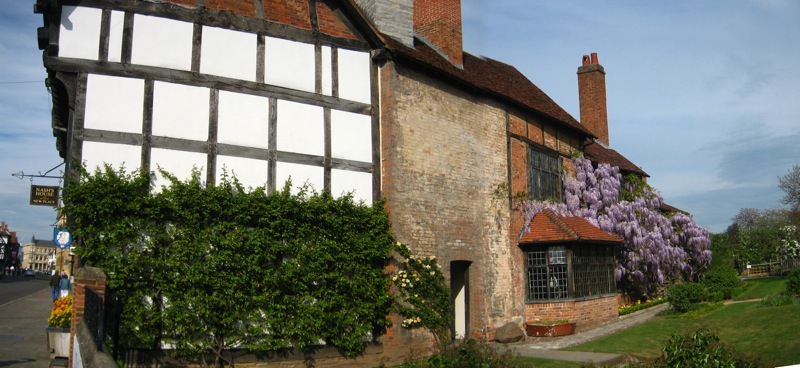

Elle est voisine de la maison de New Place et de ses jardins, demeure de 1483, achetée par Shakespeare en 1597, détruite en 1759, où il se retira, et dont il ne subsiste que les ruines des fondations. Shakespeare lègue sa maison à sa fille Susanna Hall qui la lègue à sa petite fille Elizabeth Hall.
En 1891, les deux maisons et les jardins sont acquis par la Fondation Shakespeare Birthplace Trust et rénovés pour en faire un musée qui retrace l'histoire de Stratford-upon-Avon avec ses premiers colons dans la vallée de l'Avon au XVIe siècle à l'époque de Shakespeare.